# Октябрський (Архангельська область)
Октябрський (рос. Октябрьский) — селище на півдні Архангельської області, адміністративний центр Устьянського району.

## Географія
Розташоване на лівому березі річки Устья (притока Ваги). Найближча залізнична станція — Костилеве Північної залізниці. Пов'язане автомобільною дорогою «Коноша-Вельськ-Шангали» з федеральною трасою М8.

## Історія
До 1950 року, на території нинішнього селища Октябрський, на лівому березі річки Устья знаходилося село Туроносівське, або Нижня Поржема. 1950 року, у зв'язку з будівництвом Шангальської лісоперевалочної бази, розпочинається будівництво селища Первомайське. 6 січня 1958 року селищу присвоюється нинішня назва Октябрський і він набуває статусу селища міського типу. 1975 року адміністративний центр Устьянського району переноситься з селища Шангали до селища Октябрський.

## Економіка
У 2014—2015 роках у селищі зведено найпотужнішу на той день котельню на біопаливі, яка використовує як паливо відходи місцевого деревообробного виробництва. Потужність котельні складає 45 МВт.